# 북삼역
북삼역(Buxam Station, 北三驛)은 경상북도 칠곡군에 위치한 대경선의 전철역이다.

## 연혁
- 2025년 12월: 개통 예정

## 승강장
| ↑ 사곡 |
| \| １  |
| 왜관 ↓ |

| 2 | ● 대경선 | 경부선 | 구미 방면                   |
| 1 | ● 대경선 | 경부선 | 서대구 · 동대구 · 경산 방면 |